# Décès en 928
Décès
- 924
- 925
- 926
- 927
- 928
- 929
- 930
- 931
- 932

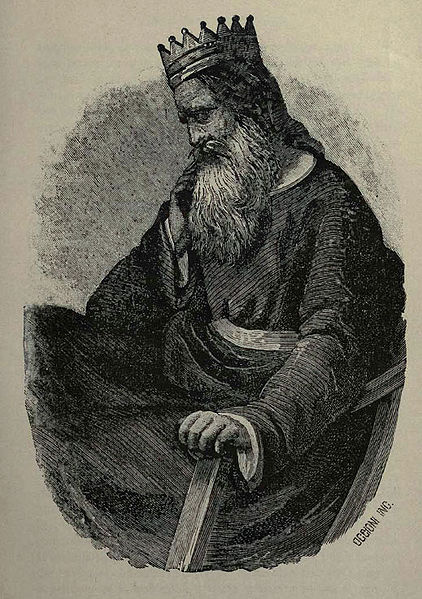
Achot II d'Arménie, mort en 928.

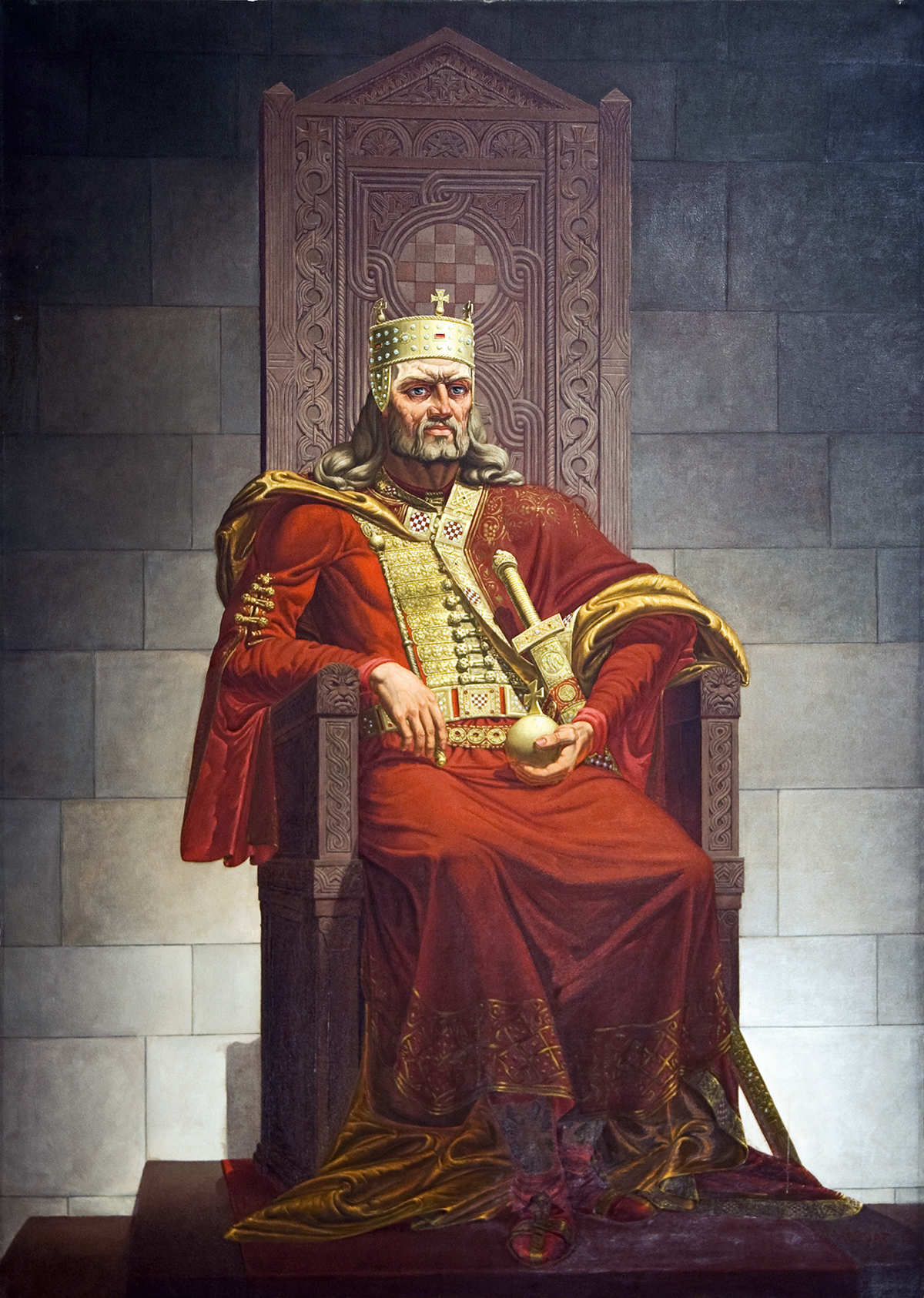
Tomislav, mort en 928.

Cette page dresse une liste de personnalités mortes au cours de l'année 928 :
- 11 mars : Tomislav, premier roi de Croatie.
- mai :  Jean X, pape, assassiné sur ordre de Marozie.
- mai/juin : Marinus Ier de Naples, duc de Naples.
- 5 juin[1]. : Louis III l'Aveugle, roi de Provence de 890 à 928 et empereur d'Occident.
- décembre : Léon VI, pape, assassiné sur ordre de Marozie.

- Achot II d'Arménie, roi d'Arménie.
- Fujiwara no Tadafusa, poète, musicien et courtisan japonais du milieu de l'époque de Heian, membre du clan Kyōke, branche cadette du clan Fujiwara.
- Isanavarman II, roi de l'Empire khmer.
- Eugenius Vulgarius, prêtre et poète italien.

## Crédit d'auteurs
- Cet article est partiellement ou en totalité issu de l'article intitulé « 928 » (voir la liste des auteurs).